# Hirokazu Hasegawa
Hirokazu Hasegawa (født 20. oktober 1986) er en tidligere japansk fodboldspiller.
Han har spillet for flere forskellige klubber i sin karriere, herunder Sagan Tosu og Oita Trinita.